# Campionato centramericano maschile di pallacanestro 1993
Il 13º Campionato dell'America Centrale e Caraibico Maschile di Pallacanestro FIBA (noto anche come FIBA Centrobasket 1993) si è svolto dal 24 aprile al 2 maggio 1993 a Ponce a Porto Rico. Il torneo è stato vinto dalla nazionale portoricana.
I FIBA Centrobasket sono una manifestazione contesa dalle squadre nazionali di Messico, Centro America e Caraibi, organizzata dalla CONCENCABA (Confederazione America Centrale e Caraibi), nell'ambito della FIBA Americas.

## Squadre partecipanti
- Isole Vergini Americane
- Cuba
- Messico
- Panama
- Porto Rico
- Rep. Dominicana

## Classifica finale
| Pos | Squadra | V-P |
| --- | --- | --- |
|     | Porto Rico | 9-0 |
|     | Cuba | 4-5 |
|     | Panama | 4-5 |
| 4   | Rep. DominicanaBaker, Espinal, Gil, Horford, Mercedes, Molina, Muñoz, Pérez, Regús, Santos, Tapia, Vargas, All. Sergio Abreu | 4-5 |
| 5   | Messico | 2-3 |
| 6   | Isole Vergini Americane | 0-5 |